# Luxemburgische Badminton-Mannschaftsmeisterschaft
Luxemburgische Badminton-Mannschaftsmeisterschaften werden seit der Saison 1979/80 ausgetragen. In  der gleichen Saison startete auch ein Pokalwettbewerb für Mannschaften.

## Die Mannschaftsmeister
- 1979/80  Badminton Club Bonneweg
- 1980/81  BC Dudelange
- 1981/82  BC Dudelange
- 1982/83  BC Dudelange
- 1983/84  Badminton Résidence Walfer
- 1984/85  BC Dudelange
- 1985/86  Badminton Club Dudelange
- 1986/87  Badminton Résidence Walfer
- 1987/88  Badminton Résidence Walfer
- 1988/89  Badminton Résidence Walfer
- 1989/90  Badminton Résidence Walfer
- 1990/91  Badminton Résidence Walfer
- 1991/92  Badminton Résidence Walfer
- 1992/93  BC Kopstal
- 1993/94  Badminton Résidence Walfer
- 1994/95  BC Kopstal
- 1995/96  Badminton Club Dudelange
- 1996/97  Badminton Club Europeen Luxembourg
- 1997/98  Badminton Club Europeen Luxembourg
- 1998/99  Badminton Club Europeen Luxembourg
- 1999/00  Badminton Club Dudelange
- 2000/01  BC Dudelange
- 2001/02  BC Dudelange
- 2002/03  Fiederball Schëffleng
- 2003/04  BC Dudelange
- 2004/05  Fiederball Schëffleng
- 2005/06  Fiederball Schëffleng
- 2006/07  BC Dudelange
- 2007/08  Fiederball Schëffleng
- 2008/09  Fiederball Izeg
- 2009/10  Fiederball Schëffleng
- 2010/11  Fiederball Schëffleng
- 2011/12  Fiederball Schëffleng
- 2012/13  Fiederball Schëffleng
- 2013/14  Fiederball Schëffleng
- 2014/15  Fiederball Schëffleng
- 2015/16  BC Jonglënster
- 2016/17  BC Jonglënster
- 2017/18  BC Jonglënster
- 2018/19  BC Jonglënster
- 2019/20  Fiederball Schëffleng
- 2020/21  nicht ausgetragen
- 2021/22  Fiederball Schëffleng
- 2022/23 BC Jonglënster
- 2023/24 Fierderball Scheffleng